# Albrecht Odważny
Albrecht Odważny, niem. Albrecht der Beherzte (ur. 31 lipca 1443 w Grimma, zm. 12 września 1500 w Emden) – od 1464 r. książę saski (wspólnie ze starszym bratem Ernestem do podziału kraju w 1485 r.), namiestnik Niderlandów w latach 1488–1493, namiestnik Fryzji od 1498 r., z dynastii Wettynów (protoplasta linii albertyńskiej tego rodu).

## Życiorys
Albrecht był trzecim i najmłodszym synem elektora saskiego Fryderyka II Łagodnego oraz Małgorzaty, córki Ernesta Żelaznego z dynastii Habsburgów. W 1455 r. stał się (wraz z bratem Ernestem) obiektem porwania przez mającego do jego ojca pretensje finansowe rycerza Kunza von Kauffungen. Porywacz, zdążający w kierunku granicy czeskiej został jednak schwytany, a dzieci Fryderyka Łagodnego uwolnione.
Po śmierci ojca w 1464 r. odziedziczył władzę w Saksonii wraz ze swoim bratem Ernestem, przy czym Ernestowi, jako starszemu przypadła godność elektora Rzeszy. Kilka miesięcy później doszło do potwierdzenia formalnie zawartego w 1459 r. małżeństwa Albrechta z córką króla czeskiego Jerzego z Podiebradów, Sidonią. Dzięki niemu uzyskał on w lenno czeskie posiadłości na terenie Saksonii, stanowiło też ono podstawę jego roszczeń (po śmierci teścia w 1471 r.) do tronu czeskiego, jednak bezskutecznych.
W 1485 r. doszło (mimo obiekcji Albrechta, który uważał to za krok skutkujący osłabieniem Saksonii i stanowiący przeszkodę dla dalszej ekspansji) do podziału kraju między współrządzących dotąd braci: na mocy traktatu w Lipsku Albrecht został samodzielnym księciem części Saksonii obejmującej m.in. dawną Marchię Miśnieńską. Zaowocowało to trwałym podziałem Saksonii, a także dynastii (od obu braci pochodziły dwie linie dynastii wettyńskiej, ernestyńska i albertyńska).
Albrecht sporą część swojego życia poświęcił wojnie. Już w młodym wieku wysłany na dwór swojego wuja, cesarza Fryderyka III Habsburga, pozostawał w służbie cesarzy z rodu Habsburgów: najpierw Fryderyka, a po śmierci tego ostatniego w 1493 r., jego syna Maksymiliana I. Uczestniczył w licznych cesarskich kampaniach wojennych, m.in. przeciwko księciu burgundzkiemu Karolowi Zuchwałemu (1475 r.) oraz królowi węgierskiemu Maciejowi Korwinowi (1483 r.). Znalazł jednak też czas na wyjazd do Ziemi Świętej w 1476 r. W 1488 r. wyruszył na odsiecz oblężonemu w Brugii synowi cesarskiemu Maksymilianowi. Został wówczas mianowany namiestnikiem Niderlandów; pozostając na tym stanowisku Albrecht przy dużym własnym wysiłku finansowym (co umożliwiła m.in. reforma finansowa księstwa saskiego) tłumił powstanie miejscowej ludności i umacniał władzę Habsburgów. W 1493 r. stracił tę funkcję w związku z przybyciem do Niderlandów syna Maksymiliana, Filipa, pozostał jednak tam nadal. W tym okresie zaczął narastać konflikt między Albrechtem a Maksymilianem i jego synem, w głównej mierze dotyczących niespłaconych wydatków Albrechta na kampanie wojenne. W 1498 r. doszło do porozumienia stron, Albrecht otrzymał od Maksymiliana tytuł gubernatora Fryzji. Wkrótce potem wyjechał do swojego księstwa, skąd jednak został odwołany na wieść o kolejnym powstaniu we Fryzji. Podczas oblężenia ostatniego bastionu rebeliantów w Groningen zachorował, zmarł wkrótce potem. Przed śmiercią, w 1499 r. dokonał podziału swego dziedzictwa między synów: Jerzy miał objąć rządy w Saksonii (był tu regentem już od 1488 r.) a młodszy Henryk we Fryzji.

## Potomkowie
Ze związku z Sidonią czeską (który po wyjeździe Albrechta do Niderlandów praktycznie się rozpadł, gdy żona odmówiła przyłączenia się do Albrechta) pochodziło dziewięcioro dzieci m.in.:
- Katarzyna (ur. 24 lipca 1468, zm. 10 lutego 1524), druga żona Zygmunta Hausburga, arcyksięcia Austrii,
- Jerzy, książę saski (następca Ernesta),
- Henryk, książę saski (następca swego starszego brata Jerzego),
- Fryderyk, wielki mistrz zakonu krzyżackiego w Prusach Książęcych,
- Anna (ur. 3 sierpnia 1478, zm. 1479),
- martwe dziecko (ur. 1479, zm. 1479),
- Ludwik (ur. 28 września 1481, zm. 1498),
- Jan (ur. 24 czerwca 1484, zm. 1484)
- Jan (ur. 2 grudnia 1498, zm. 1498).

## Przodkowie
|  |                                  |  |  |  |  |  |  |  |  |  |  |  |  |
|  | Fryderyk III Srogi               |  |  |  |  |  |  |  |  |  |  |  |  |
|  |                                  |  |  |  |  |  |  |  |  |  |  |  |  |
|  |                                  |  |  |  |  |  |  |  |  |  |  |  |  |
|  | Fryderyk I Kłótnik               |  |  |  |  |  |  |  |  |  |  |  |  |
|  |                                  |  |  |  |  |  |  |  |  |  |  |  |  |
|  |                                  |  |  |  |  |  |  |  |  |  |  |  |  |
|  | Katarzyna z Hennebergu           |  |  |  |  |  |  |  |  |  |  |  |  |
|  |                                  |  |  |  |  |  |  |  |  |  |  |  |  |
|  |                                  |  |  |  |  |  |  |  |  |  |  |  |  |
|  | Fryderyk II Łagodny              |  |  |  |  |  |  |  |  |  |  |  |  |
|  |                                  |  |  |  |  |  |  |  |  |  |  |  |  |
|  |                                  |  |  |  |  |  |  |  |  |  |  |  |  |
|  | Henryk I                         |  |  |  |  |  |  |  |  |  |  |  |  |
|  |                                  |  |  |  |  |  |  |  |  |  |  |  |  |
|  |                                  |  |  |  |  |  |  |  |  |  |  |  |  |
|  | Katarzyna z Brunszwiku-Lüneburga |  |  |  |  |  |  |  |  |  |  |  |  |
|  |                                  |  |  |  |  |  |  |  |  |  |  |  |  |
|  |                                  |  |  |  |  |  |  |  |  |  |  |  |  |
|  | Zofia                            |  |  |  |  |  |  |  |  |  |  |  |  |
|  |                                  |  |  |  |  |  |  |  |  |  |  |  |  |
|  |                                  |  |  |  |  |  |  |  |  |  |  |  |  |
|  | Albrecht Odważny                 |  |  |  |  |  |  |  |  |  |  |  |  |
|  |                                  |  |  |  |  |  |  |  |  |  |  |  |  |
|  |                                  |  |  |  |  |  |  |  |  |  |  |  |  |
|  | Leopold III Habsburg             |  |  |  |  |  |  |  |  |  |  |  |  |
|  |                                  |  |  |  |  |  |  |  |  |  |  |  |  |
|  |                                  |  |  |  |  |  |  |  |  |  |  |  |  |
|  | Ernest Żelazny                   |  |  |  |  |  |  |  |  |  |  |  |  |
|  |                                  |  |  |  |  |  |  |  |  |  |  |  |  |
|  |                                  |  |  |  |  |  |  |  |  |  |  |  |  |
|  | Viridis Visconti                 |  |  |  |  |  |  |  |  |  |  |  |  |
|  |                                  |  |  |  |  |  |  |  |  |  |  |  |  |
|  |                                  |  |  |  |  |  |  |  |  |  |  |  |  |
|  | Małgorzata Habsburg              |  |  |  |  |  |  |  |  |  |  |  |  |
|  |                                  |  |  |  |  |  |  |  |  |  |  |  |  |
|  |                                  |  |  |  |  |  |  |  |  |  |  |  |  |
|  | Siemowit IV                      |  |  |  |  |  |  |  |  |  |  |  |  |
|  |                                  |  |  |  |  |  |  |  |  |  |  |  |  |
|  |                                  |  |  |  |  |  |  |  |  |  |  |  |  |
|  | Cymbarka mazowiecka              |  |  |  |  |  |  |  |  |  |  |  |  |
|  |                                  |  |  |  |  |  |  |  |  |  |  |  |  |
|  |                                  |  |  |  |  |  |  |  |  |  |  |  |  |
|  | Aleksandra Olgierdówna           |  |  |  |  |  |  |  |  |  |  |  |  |
|  |                                  |  |  |  |  |  |  |  |  |  |  |  |  |
|  |                                  |  |  |  |  |  |  |  |  |  |  |  |  |